# 三国村 (新潟県)
三国村（みくにむら）は、かつて新潟県南魚沼郡にあった村。

## 沿革
- 1902年（明治34年）11月1日 - 南魚沼郡二居村、浅貝村が合併して、三国村が発足。
- 1955年（昭和30年）3月31日 - 南魚沼郡湯沢村、神立村、土樽村、三俣村と合併し、町制施行して湯沢町となり消滅。